# Justus von Gebhard

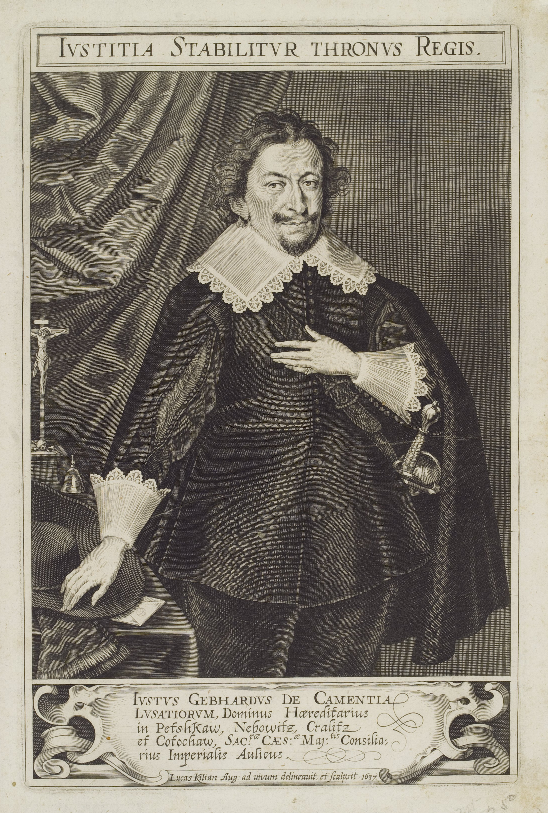
Justus von Gebhard

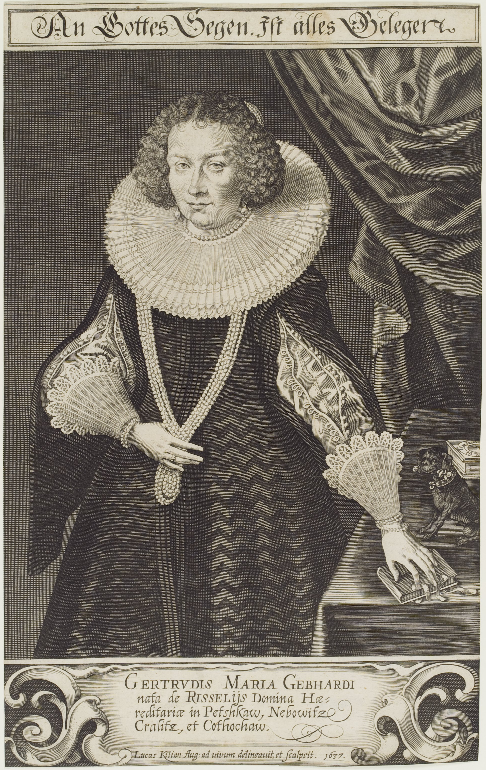
Ehefrau Gertrud Maria, geborene von Ryssel

Justus von Gebhard, auch Just Gebhard(t) (* 1588 in Kamenz als Justus Gebhard; † 8. November 1656 in Wien) war Jurist und Gesandter Kaiser Ferdinand II.

## Leben
Justus Gebhard war der Sohn des Jobst (Justus M.) Gebhardt (um 1560–1602), einem Archidiakon von Kamenz, und der Katharina Bulling. Gebhard besuchte als Kind protestantische Schulen in Österreich und Ungarn, und danach die Fürstenschule Meißen. 1591 zog die Familie nach Königsbrück, weil der Vater dort eine Pastorenstelle erhalten hatte. Nach der Schulausbildung nahm Justus Gebhard ein Studium der Rechtswissenschaften an der Universität Jena auf. Als Absolvent wurde Justus Gebhard zunächst Syndicus in Kamenz. Dort heiratete er am 28. Februar 1614 Gertraude Marie (auch Gertrud Maria geschrieben) von Ryssel (* 1592; † 1624).
Ab 12. August 1619 übernahm Gebhard die Stelle des Syndicus der Stadt Zittau. 1622 wurde er vom Markgrafentum Meißen nach Prag und Ödenburg delegiert, um Kaiser Ferdinand II. nach der Schlacht am Weißen Berg bei Prag, durch die das Markgrafentum Meißen in Ungnade gefallen war, gnädig zu stimmen. Kaiser Ferdinand II. lernte bei dieser Gelegenheit den talentierten Rechtskundigen kennen und bot 1625 Gebhard eine Anstellung am kaiserlichen Hof in Wien an. Gebhard wurde in die Kaiserliche Doktorenbank aufgenommen und bekam als Reichshofrat die Güter Petschkau (Červené Pečky, Bezirk Kolín), Nebowid (Nebovidy, Bezirk Kolín), Krasitz (Kralice, Bezirk Kutná Hora) und Cottochow (Chotouchov, Bezirk Kolín) übertragen. Im selben Jahr konvertierte er zur Römisch-Katholischen Kirche.
Um 1634 wurde Gebhard von Wallenstein mit klärenden Aufgaben zu Geschehnissen betraut. Briefe Gebhards aus dieser Zeit wurden in Wallensteins Dokumenten gefunden.
Beim Abschluss des Prager Friedens nahm Gebhard 1635 als Gesandter teil. Im Jahr darauf, am 20. März 1636 erhob ihn der Kaiser in Wien in den Ritterstand auf Petschkau (Červené Pečky, Bezirk Kolín). Die Ernennung zum Reichshofrat erfolgte am 15. April 1637. Schon zwei Jahre später erfolgte 1639 die Bevollmächtigung für den Zugang zum Geheimen Rat.
In der Zeit von Februar bis April 1647 reiste Justus Gebhard als kaiserlicher Sondergesandter zu den Ulmer Waffenstillstandsverhandlungen. 1655 wurde Gebhard schließlich in den Dokumenten offiziell als Kaiserlicher Geheimer Rat genannt, gefolgt von der Notiz vom 30. Juli 1656 über die Verleihung des Freiherrenstandes. Am 8. November 1656 verstarb Justus von Gebhard in Wien, er hinterließ eine Witwe namens Carlshouerin.